# Мато Мекич
Мато Мекич (хорв. Mato Mekić, нар. 1909, Аграм  — пом. ?) — югославський футболіст, що грав на позиції півзахисника. Відомий виступами за клуб «Граджянскі» (Загреб). Чемпіон Югославії.

## Клубна кар'єра
Дебютував у офіційному матчі в складі «Граджянскі» (Загреб) 24 жовтня 1927 року у матчі чемпіонату Загреба проти «Дербі» (6:0). У тому ж сезоні став з командою чемпіоном Югославії, хоча зіграв у фінальному турнірі чемпіонату лише 1 матч проти ХАШКа у останньому турі (6:1). 
Чемпіон Загреба і володар кубка Загреба. Виступав у команді до 1933 року. Загалом у складі «Граджянскі» зіграв у 1927—1933 роках 58 офіційних матчів і забив 1 м'яч. Серед них 14 матчів у фінальному турнірі чемпіонату Югославії, решта у чемпіонаті Загреба, кубку Загреба і кваліфікації до національної першості.

## Трофеї і досягнення
- Чемпіон Югославії: 1928
- Бронзовий призер чемпіонату Югославії: 1931
- Чемпіон футбольної асоціації Загреба:  1927-28
- Володар кубка Загреба: 1928